# Opatoro
Opatoro es un municipio del departamento de La Paz en la República de Honduras.

## Toponimia
Opatoro: Significa en mexicano "Lugar de Juegos".

## Límites
| Orientación | Límite                                   |
| ----------- | ---------------------------------------- |
| Norte       | Municipio de Chinacla, La Paz            |
| Sur         | República de El Salvador                 |
| Este        | Municipio de Guajiquiro, La Paz          |
| Este        | Municipio de Mercedes de Oriente, La Paz |
| Oeste       | Municipio de Santa Ana, La Paz           |

Está situado en la Sierra de Opatoro.

## Historia
En 1731, en el recuento de población de 1731 figuraba como pueblo del Curato de Cururú.
En 1889, en la División Política de 1889, era un distrito compuesto por los municipios Opatoro, Guajíquíro y Santa Ana de Cacauterique.

## División Política
Aldeas: 7 (2013)
Caseríos: 67 (2013)
| Código | Aldea            |
| ------ | ---------------- |
| 121001 | Opatoro          |
| 121002 | El Cedro         |
| 121003 | El Paraíso       |
| 121004 | La Florida       |
| 121005 | San Isidro       |
| 121006 | Santa Cruz       |
| 121007 | Valle de Ángeles |